# Autoplagiat
Autoplagiat – powtórne opublikowanie fragmentów własnych wcześniej opublikowanych utworów jako utworów nowych, bez podania o tym informacji. Autoplagiat bywa naganną praktyką w dziedzinach, w których istotna jest oryginalność (np. nauka).
Autoplagiat nie jest rodzajem plagiatu, a zbieżność nazw jest myląca. W przypadku plagiatu plagiator wykorzystuje cudzy utwór, podając się za jego autora. Tym samym narusza jego osobiste prawa autorskie. Sam autor nie może naruszyć swoich osobistych praw autorskich.
Autoplagiat najczęściej jest problemem etycznym, a nie prawnym. Autoplagiat może naruszać normy prawne, gdy:
- autor używa go, aby zwiększyć sztucznie objętość swojego dorobku, od którego zależy np. awans naukowy;
- autor zbył majątkowe prawa autorskie do utworu; tym samym ponowne wykorzystanie utworu bądź jego fragmentów może naruszać majątkowe prawa autorskie osoby, która je nabyła (np. wydawcy)[3].

Autoplagiat wprowadza opinię publiczną w błąd, ponieważ odbiorcy mogą uznać za nowe te treści, które były już wcześniej ogłoszone. Ponadto może mieć negatywne skutki dla konsumenta, który dokonuje nieświadomie zakupu utworu, będąc przekonanym o jego oryginalności. Według art. 4 ustawy o przeciwdziałaniu nieuczciwym praktykom rynkowym czyn taki wprowadza konsumenta w błąd i jest sprzeczny z dobrymi obyczajami.
Autoplagiat narusza zasady dobrej praktyki akademickiej, poprzez zamieszczenie tego samego utworu (lub jego części) dwukrotnie (względnie wielokrotnie) w wykazie publikacji przedstawianym w staraniach o awans naukowy (np. przy ubieganiu się o habilitację).